# Ust-Ilimsk
Ust-Ilimsk (en rus Усть-Илимск) és una ciutat de l'óblast d'Irkutsk, a Rússia.

## Geografia
Ust-Ilimsk es troba al sud de Sibèria, a la vora de l'Angarà, a 650 km al nord d'Irkutsk.

## Història

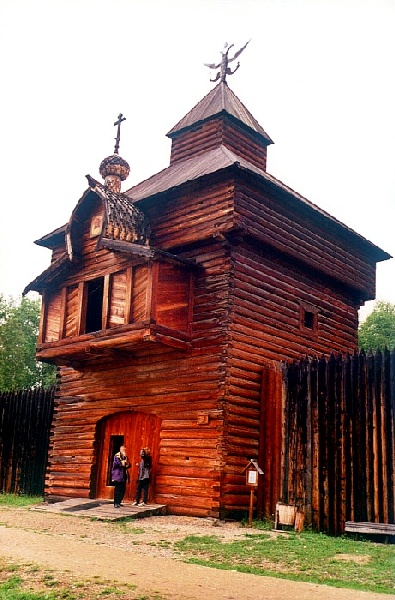
L'antic ostrog d'Ilimsk al museu de Taltsi.

Es construí una primera fortalesa de fusta (en rus ostrog) a l'emplaçament de l'actual Ust-Ilimsk el 1660. Tanmateix, la ciutat moderna no fou fundada fins al 1966, durant l'època de la construcció de la presa sobre l'Angarà i la central hidroelèctrica de l'embassament d'Ust-Ilimsk. La ciutat fou fundada com a residència per als treballadors de l'obra. Durant els treballs, l'antiga fortalesa fou traslladada al museu a l'aire lliure de Taltsi.
El 27 de setembre de 1973 accedí a l'estatus de ciutat, i el 1980 finalitzà la construcció de la central.